# Blönduhnúkur
Blönduhnúkur är en bergstopp i republiken Island. Den ligger i regionen Austurland, 400 km öster om huvudstaden Reykjavík. Toppen på Blönduhnúkur är 829 meter över havet.
Trakten runt Blönduhnúkur är nära nog obefolkad, med mindre än två invånare per kvadratkilometer. Närmaste större samhälle är Vopnafjörður, omkring 18 kilometer nordväst om Blönduhnúkur. Trakten runt Blönduhnúkur består i huvudsak av gräsmarker.